# François Perrodo
François Perrodo (Singapore, 14 februari 1977) is een Frans ondernemer en autocoureur. Hij is drievoudig wereldkampioen in de LMGTE Am-klasse van het FIA World Endurance Championship. In 2023 schatte het tijdschrift Forbes het vermogen van zijn familie op 10 miljard dollar.

## Carrière

### Ondernemer
Nadat zijn vader eind 2006 overleed, nam Perrodo de rol van president van het Engels-Franse oliebedrijf Perenco van hem over.

### Autocoureur
Perrodo was al lange tijd autosportfan en had een grote autoverzameling voordat hij in 2010 zijn autosportdebuut maakte. Hij begon met racen in klassieke auto's en stapte in 2013 over naar de enduranceracerij. Hij nam dat jaar deel aan de LMGTE-klasse van de European Le Mans Series (ELMS) bij het team Prospeed Competition en werd met 40 punten achtste in het klassement. Ook werd hij dat jaar negende in deze klasse in de 24 uur van Le Mans en maakte hij aan het eind van het seizoen zijn debuut in het FIA World Endurance Championship (WEC), waarin hij derde werd in de 6 uur van Bahrein.
In 2014 reed Perrodo een dubbel programma in de ELMS en het WEC. In het ELMS begon hij bij Crubilé Sport, maar stapte hij na twee races over naar AF Corse. Drie achtste plaatsen waren zijn beste klasseringen en hij werd met 13 punten twintigste in het kampioenschap. In het WEC behaalde hij de pole position in de 6 uur van het Circuit of the Americas en eindigde hij in de 6 uur van Fuji op het podium. Met 58 punten werd hij negende in de eindstand.
In 2015 reed Perrodo enkel in de LMGTE Am-klasse van het WEC voor AF Corse, waar hij de auto deelde met Emmanuel Collard en Rui Águas. Het trio stond op het podium in zeven van de acht races en behaalde de overwinning in de 6 uur van Shanghai. Met 148 punten werden zij tweede in het eindklassement.

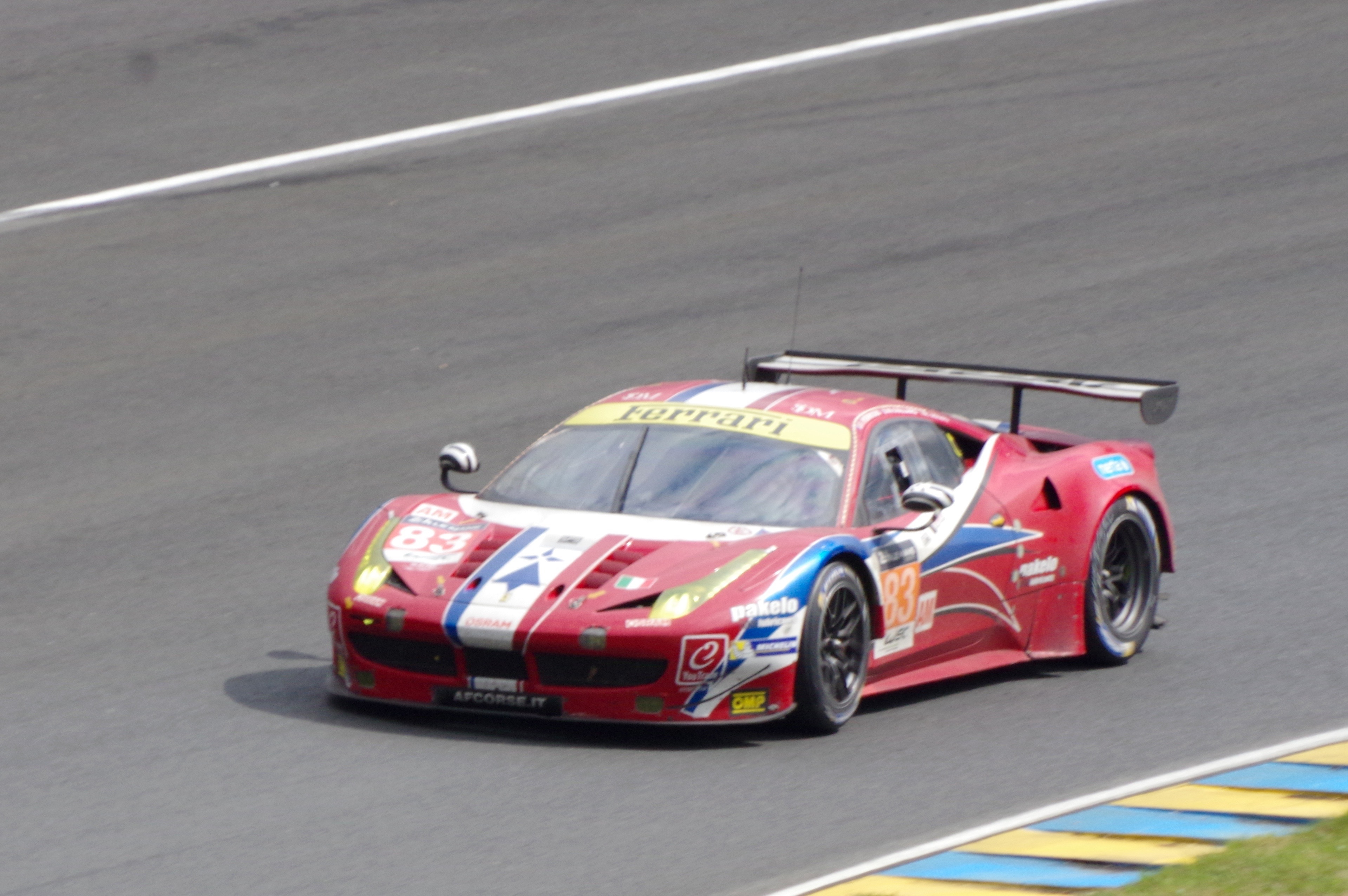
François Perrodo tijdens de 24 uur van Le Mans in 2016.

In 2016 vormde Perrodo nog steeds een team met Collard en Águas. Hij behaalde overwinningen in de 6 uur van Silverstone en de 24 uur van Le Mans en stond in vijf andere races op het podium. Met 188 punten werd hij, samen met zijn teamgenoten, wereldkampioen in de LMGTE Am-klasse.
In 2017 stapte Perrodo over naar de LMP2-klasse van het WEC, waar hij met Collard en Matthieu Vaxivière bij TDS Racing reed. In de seizoensopener, de 6 uur van Silverstone, behaalde hij zijn enige podiumfinish van het seizoen. Met 55 punten werd hij veertiende in het kampioenschap.
In het seizoen 2018-2019 kreeg Perrodo met Loïc Duval een nieuwe teamgenoot naast Vaxivière. Het trio behaalde een podiumplaats in de seizoensfinale in de 24 uur van Le Mans en werd met 66 punten achtste. Ook reed Perrodo in drie races van de LMP2-klasse van de ELMS bij TDS en behaalde podiumfinishes op het Circuit Paul Ricard en het Autodromo Nazionale Monza.
In het seizoen 2019-2020 keerde Perrodo binnen het WEC terug naar de LMGTE Am-klasse, waarin hij met Collard en Nicklas Nielsen bij AF Corse reed. Hij won de 4 uur van Silverstone en de 6 uur van Spa-Francorchamps en stond ook in de 6 uur van Fuji, de 24 uur van Le Mans en de 8 uur van Bahrein op het podium. Met 167 punten behaalde hij zijn tweede wereldtitel in de LMGTE Am-klasse.
In 2021 reed Perrodo een dubbel programma in de LMGTE Am-klasse van zowel het WEC als de ELMS bij AF Corse. In het WEC reed hij samen met Nielsen en Alessio Rovera en won hij vier races: de 6 uur van Spa-Francorchamps, de 6 uur van Monza, de 24 uur van Le Mans en de 8 uur van Bahrein. Met 150 punten werd hij opnieuw kampioen in de klasse. In de ELMS reed hij met Collard en Rovera, waarin hij zeges behaalde op de Red Bull Ring en het Circuit de Spa-Francorchamps en ook op Paul Ricard en Monza op het podium stond. Met 83 punten werd hij derde in de eindstand.
In 2022 nam Perrodo deel aan de LMP2 Pro-Am-klasse van zowel het WEC als de ELMS voor AF Corse; in beide kampioenschappen waren Nielsen en Rovera zijn teamgenoten. In het WEC won hij de 1000 mijl van Sebring, de 6 uur van Spa-Francorchamps, de 6 uur van Fuji en de 8 uur van Bahrein. Met 177 punten werd hij kampioen in de klasse. In de ELMS behaalde hij een overwinning op het Circuit de Barcelona-Catalunya en stond hij ook op Paul Ricard, Spa en het Autódromo Internacional do Algarve op het podium. Met 101 punten werd hij wederom derde in de eindstand.
In 2023 reed Perrodo enkel in de LMP2 Pro-Am-klasse van de ELMS met Vaxivière en Ben Barnicoat; de laatste werd na twee races vervangen door Rovera. Hij behaalde een zege op het Motorland Aragón en stond ook op Barcelona en Paul Ricard op het podium.